# Martin Auinger
Martin Auinger (* 1967 in Wiener Neustadt) ist ein österreichischer Autor.
Martin Auinger schrieb im Alter von 9 Jahren seine erste Geschichte „Peters Abenteuer“, die von seinem damaligen Lehrer veröffentlicht wurde. Im Alter von 15 Jahren hatte er seine ersten öffentlichen Auftritte mit eigenen Texten und Liedern. Als „Jungliterat“ machte er sich in Wiener Neustadt einen Namen, spielte in verschiedenen Theatergruppen und gründete 1995 sein eigenes Kindertheater mit dem programmatischen Titel „Die MäRCHEN-BASTEL-STUBE“, mit der er mehr als 10 Jahre lang durch die Lande reiste. Mehr als 10 Theaterproduktionen und 600 Auftritte folgten von 1995 bis 2007. Seit 2006 ist er als Behindertenbetreuer tätig.

## Preise und Auszeichnungen
- 1996 erhielt er einen Preis der Akademie Graz für sein kabarettistisches Werk: „Der Traum vom Lotto6er“
- 2002 erhielt er den Kulturförderpreis der Stadt Wiener Neustadt.

## Publikationen
- CD „5 Jahre MäRCHEN-BASTEL-STUBE“, 2000
- Buch „Phantasie ist der Flügelschlag der Seele“, 2005
- CD „Kuapa Kokoo heißt gute Bohne“, 2008
- Buch „Milchstraßenbummel“, Taschenbuch 2010